# Избори за Скупштину Црне Горе 2009.
Ванредне парламентарне изборе у Црној Гори расписао је Предсједник Црне Горе Филип Вујановић 27. јануара 2009. године Одлуком о расписивању избора за посланике Скупштине Црне Горе, према чл. 92 став 5 Устава Црне Горе:
Расписивање избора је учињено дан након што је 26. фебруара Скупштина Црне Горе већином гласова донијела одлуку о скраћивању свог мандата по предлогу Владе Црне Горе, додуше уз извјесне правне упитности о легалности тог чина. Претпоставља се да су мотиви ранијег одржавања избора највјероватније избјегавање штете економске кризе, која тек треба најжешће да погоди Црну Гору, како власт Мила Ђукановића не би била угрожена. Такође, Уставни закон за спровођење Устава Црне Горе је прописао да се избори морају одржати ове године:
| „ | Избори за посланике у Скупштину Црне Горе одржаће се најкасније до краја 2009. године. | ” |

Пријављивање листа је трајало од 16. фебруара до 4. марта 2009. године, а предизборна ћутња је трајала 27. марта 2009. године. Избори за једнодомну Скупштину Црне Горе ће бити одржани 29. марта 2009. године, у исто вријеме када и локални избори у општинама Никшић и Будва, као и избори за Предсједнике Општина Херцег Нови и Тиват. То су били осми скупштински црногорски избори од увођења вишестраначја у доба СФРЈ 1990. године и други од стицања независности 2006. године.
У Црној Гори је имало укупно 494.289 грађана са правом гласа према посљедњим подацима Министарства за информационо друштво, мада мјерила по томе ко конкретно има право гласа уопште нису утврђена. Број посланика који се бира на овим изборима није познат, јер Скупштина Црне Горе није донијела одлуку поводом овог питања. Према рачуници (посланик на сваких шест хиљада потенцијалних бирача), број посланика би требало да буде 82, док највиши правни акт државе, устав, прописује фиксни број у износу од 81 посланика (претходни одлазећи сазив). За више информација, погледати доле. Црногорске власти су објавиле коначни бирачки списак, на којем се налази 498.305 грађана, односно за 7.873 више од онолико колико је било на прошлогодишњим предсједничким изборима. У периоду од 26. марта 2008. до 3. марта 2009. године десиле су се разне варијације у бирачком списку, између осталог и као део отворених питања између Црне Горе и Србије који су отворени дисолуцијом државне заједнице, односно углавном питање двојног држављанства - 17.712 нових бирача је уписано у бирачки списак, а 9.839 избрисано из њега.
Предизборни процес је окарактерисан прилично бурним елементима, између осталих онај који се највише истиче је процес одузимања држављанства предсједника НС-а Предрага Поповића, наводног кршења људских права - склапање коалиционог споразума Мила Ђукановића, према којем ће бити фаворизовања чланова владајућих странака приликом запошљавања, почетка судског процеса у Швајцарској и Италији против мафијашке групе чији је наводно члан и црногорски дугогодишњи политички лидер Мило Ђукановић, а све то је пропраћено учесталим штрајковима незадовољних радника и чудесним једночасовним кваром који је кратковремено оставио готово читаву нацију без струје.
Сви национални савјети мањинских заједница у Црној Гори, које чине заједно већину становништва, једногласно су прогласили предстојеће парламентарне изборе нелегитимним и противним правима која су загарантована националним заједницама у Црној Гори.
На националним сервисима ће због дугова бити рекламирана само владајућа коалиција, а наиме ниједан опозициони избор.
Према првим прелиминарним резултатима избора, побиједила је владајућа коалиција под вођством Мила Ђукановића, остајући непобијеђена.

## Изборни систем и листићи
Црна Гора је подијељена на двије изборне јединице - гласови дати на свим гласачким мјестима у изборној јединици се сабирају по свршетку гласања. Једна изборна јединица чини територија на којој Албанци чине већинско становништво, и она даје 5 мандата у парламент, а остатак Црне Горе друга, са 76 мандата. Изборни цензус је 3%: изборне листе (политичке странке, коалиције и групе грађана) које освоје испод три одсто од укупних гласова бивају отписани, а потом се посланичка мјеста дијеле преосталим изборним листама. Приликом расподјеле мандата у Скупштини Црне Горе, користи се Д'Онтов систем, који фаворизује листе које су освојиле више гласова у односу на оне које су освојиле мање. Избори су слободни и непосредни (вишестраначки), а гласање тајно, док се сазив парламента бира на четири године. Изборни систем на снази у Црној Гори је пропорционални, са затвореним изборним листама.
Штампање гласачких листића је обављено у цетињској штампарији Обод и трајало је два дана, у суботу 21. марта и недјељу 22. марта. Процесу штампања су присуствовали представници црногорске изборне комисије, ОЕБС-а и посматрачких невладиних организација, и закључују да је све извршено у реду. Од 498.305 гласачких листића за пријављене бираче, 467.488 је штампано на црногорском језику1 и ћириличним писмом, а 30.817 двојезично, поред црногорске ћирилице и на албанском језику, за изборе за пет мјеста која су загарантована албанској националној мањини. Према важећем законодавству у Црној Гори, обавезно је штампање 3% додатних резервних листића, тако да је доштампано 14.950, па је укупан број свих одштампаних гласачких листића 513.255.
1на српском језику. Скупштина Црне Горе је 2007. године усвојила нови Устав, којим је преименован званични језик из српског у црногорски паралелно са процесом довршавања црногорске националне суверености. Језик је још нестандардизован и чињенично непризнат као постојећи, па су норме српског језика још увијек на снази. Самог званичног именовања на којем језику су штампани листићи овог пута по први пут приликом парламентарних избора нема.

## Изборне листе
За регистрацију изборних листа, потребно је изборној комисији Црне Горе доставити 1% бирачког тијела који је био на прошлим изборима, односно у овом случају 4.904 потписа. Укупно ће бити шеснаест изборних листи, а наиме седам коалиција и девет политичких странака. Од свих шеснаест листи, пет су мањинске албанске. Изборна комисија Црне Горе је 11. марта 2009. године жријебом утврдила редослијед изборних листа, након свршетка успјешног регистровања свих најављених опција:
1. ФОРЦА — Назиф Цунгу
2. ЦРНОГОРСКИ КОМУНИСТИ
3. СТРАНКА ПЕНЗИОНЕРА И ИНВАЛИДА ЦРНЕ ГОРЕ
4. НАРОДЊАЧКА КОАЛИЦИЈА — НАРОДНА СТРАНКА И ДЕМОКРАТСКА СРПСКА СТРАНКА
5. ЕВРОПСКА ЦРНА ГОРА — МИЛО ЂУКАНОВИЋ (Демократска партија социјалиста Црне Горе, Социјалдемократска партија Црне Горе, Бошњачка странка и Хрватска грађанска иницијатива)
6. „БОШЊАЦИ И МУСЛИМАНИ ЗАЈЕДНО, ЈЕДНО“
7. ПОКРЕТ ЗА ПРОМЈЕНЕ — МОЖЕМО — НЕБОЈША МЕДОЈЕВИЋ
8. СНП — СОЦИЈАЛИСТИЧКА НАРОДНА ПАРТИЈА ЦРНЕ ГОРЕ — СРЂАН МИЛИЋ
9. НОВА СРПСКА ДЕМОКРАТИЈА — Андрија Мандић
10. КОАЛИЦИЈА ЛИБЕРАЛНЕ ПАРТИЈЕ И ДЕМОКРАТСКОГ ЦЕНТРА — „ЗА ДРУГАЧИЈУ ЦРНУ ГОРУ“ — ДР ГОРАН БАТРИЧЕВИЋ
11. ПАРТИЈА ДЕМОКРАТСКОГ ПРОСПЕРИТЕТА — PARTIA E PROSPERITETIT DEMOKRATIK
12. UDSH - ДУА ФЕРХАТ ДИНОША
13. ОТАЏБИНСКА СРПСКА СТРАНКА — ДОЦЕНТ ДР Александар Стаматовић|АЛЕКСАНДАР СТАМАТОВИЋ „ЗА ИСТИНСКЕ СРБЕ“
14. „АЛБАНСКА КОАЛИЦИЈА — ПЕРСПЕКТИВА“ “KOALICIONI SHQIPTAR – PERSPEKTIVA”
15. СРПСКА НАЦИОНАЛНА ЛИСТА
16. АЛБАНСКА ЛИСТА —LISTA SHQIPTARE: ДЕМОКРАТСКИ САВЕЗ У ЦРНОЈ ГОРИ — LIDHJA DEMOKRATIKE NË MAL TË ZI—МЕХМЕТ БАРДХИ & АЛБАНСКА АЛТЕРНАТАИВА—ALATERNATIVA SHQIPTARE—GJERGJ CAMAJ

 - мањинска листа Албанаца

### НС-ДСС
Народњачка коалиција је коалиција Народне странке и Демократске српске странке. Обје партије дијеле једнак број мјеста, с тим што НС-у припада посљедње непарно мјесто, као и позиција носиоца листе, који је њен предсједник Предраг Поповић, тренутно под процесом одузимања црногорског држављанства због узимања србијанског. Коалиција се представља као чувар и глас народа, позиционирајући се на дуготрајну историјску опозициону борбу и насљеђе. Строго подржава европске интеграције Црне Горе, али се не слаже са идејом чланства у НАТО пакту. Иако таква није програмски, она је суштински српска. Слогани Народњачке коалиције су Глас народа! и Народњаци су закон!.
- Промотивни спотови Народњачке коалиције

## Предизборни преговарачки процес
Владајућа коалиција премијера Мила Ђукановића, Демократска партија социјалиста Црне Горе и Социјалдемократска партија Црне Горе, и поред најава да ће можда влада пасти због спора око Електропривреде Црне Горе (ДПС ЦГ је хтио да се у року од наредних пет година потенцијалном купцу дā могућност да постане већински власник, а не само половични, док је СДП ЦГ стриктно стајала на позицији да држава мора посједовати већину ЕП ЦГ и послије приватизације), поновно је утврдила своју дуговјечну предизборну коалицију. ДПС држи власт у Црној Гори од свог формирања из Савеза комуниста Црне Горе 1991. године, тј. комунисти у континуитету од 1944. или 1945. године када су послије окупације Југославије од стране сила Осовине преузели власт. Мањинска Хрватска грађанска иницијатива ће опет бити у оквиру коалиције ДПС-СДП и добити загарантовано мјесто. Највеће контроверзе усљед предизборног процеса су услиједиле при потписивању коалиционог споразума између ДПС ЦГ и ХГИ, којим практично гарантује да ће партијска чланска књижица бити критеријум приликом запошљавања у будућој власти. По изборној побједи, шире се гласине да ће се Мило Ђукановић по други пут, исто као 2006. године на прошлим парламентарним изборима, повући из политичког живота.
Понуђено је ширење владајуће коалиције усљед уједињавања опозиције, како би Демократска унија Албанаца која је до сада у Миловој влади ишла као чланица владајуће коалиције., јер нема шансе да сама прође на изборима, а као кандидат се спомиње и Бошњачка странка, која је на претходним изборима одбила савез са ДПС-ом. У преговорима са БС-ом, ДПС је понудио Бошњацима два мјеста на својој листи, док они захтијевају три мјеста, како би напредовали у односу на прошле изборе, потом право да формирају свој засебни партијски клуб, који неће бити зависан и опозив од ДПС-а, али и процентуално учешће у извршној власти и свим државним институцијама и јавним службама, укључујући и дипломатију. Пет наведених партија би требало да чине проширену владајућу коалицију, док су као додатне алтернативе помињани и кандидати из опозиције, ЛП ЦГ која мора одлучити са ким ће ићи ако жели да очува представништво у црногорском парламенту, па чак и просрпска НС (која је понекад додуше учествовала раније у власти са ДПС-ом, током 1990.-их), са којом је ДПС већ у посљедњим фазама склапања локалне коалиције на изборима у Будви, на опште запрепашћење остатка опозиције. Услови су им равноправност српског језика и неприкосновеност положаја и имовине Српске православне цркве у Црној Гори. Убрзо је услиједио процес против лидера народњака Предрага Поповића и дат му је рок у износу од 30 дана да се одрекне држављанства Републике Србије, јер Црна Гора има рестриктивни приступ. Цјелокупна опозиција је стала у одбрану народњачког лидера, који се изјаснио да се неће одрицати србијанскога држављанства, јер велике контроверзе круже око овог догађаја, усмјерен управо против њега и у пред изборе. Сходно посљедњим збивањима, НС је прекинула све контакте са ДПС и искључила коалицију са владајућим партијама због присуства СДП на листи, као и затражила објашњење за дволичне ставове власти Мила Ђукановића приликом додјељивања и одузимања црногорског држављанства. ЛП је одбила икакву могућност сарадње са властима. Бошњачка странка је прихватила 5% учешћа у власти, једно дипломатско мјесто, два мјеста у скупштини, потпредсједника скупштине и потенцијалног трећег посланика ако листа владе освоји више од 56% гласова. Најављено је да ће БС формирати посланички клуб са ХГИ, или ће им ДПС позајмити једног посланика. У странци је била велика подијељеност око тога с ким ићи у коалицију, али је ипак опција са влашћу однијела малу већину. Тиме се окончао процес формирања владине листе, која је проширена једном странком.
По трансформацији дела некадашње политичке алијансе "Српска листа" у јединствену политичку странку Нова српска демократија, која је ослобођена екстремних српских националиста, њен лидер Андрија Мандић је упутио позив на стварање јединствене опозиционе листе која би могла да смијени досадашњу власт. Преговори са друга два лидера опозиције, предсједником ПЗП Небојшом Медојевићем и предсједником СНП Срђаном Милићем трају, с предлогом да све три странке подијеле освојене мандате на три. Коалиција НОВЕ и Покрета за промјене је скоро готова, док би Социјалистичка народна партија Црне Горе хтјела већи удио него њена два потенцијална коалициона партнера, сходно подацима о њеном недавном расту рејтинга. Док већина чланства СНП ЦГ подржава јединствену опозициону листу НОВА-ПзП-СНП, дио ужег руководства, укључујући предсједника Срђана Милића, разматра да ли је исплативије по партију да иде самостално и ван ове коалиције. Спорно је и питање додатних мањих партија које би се нашле на уједињеној листи црногорске опозиције, док СНП има и програмске захтјеве заштите социјалне правде. Но, СНП ЦГ се одлучила како је заједничка листа ипак најбоље рјешење и поставила неколико тачака програмских услова НСД-ПЗП-у, укључујући већу децентрализацију, што подразумијева и формирање нових општина, равномјерну заступљеност мањина, итд. Након прихватања свих програмских принципа СНП-а, истакнуто је да се не жели никаква крња листа, већ уједињена опозиција, у којој би се наишли можда и бивше страначке колеге НСД-а и ПЗП-а - Српска национална листа и Демократски центар Црне Горе, што обје партија налазе проблематичним. Предсједник ПзП Небојша Медојевић је искључио сваку могућност укључења Странке српских радикала, која се изјаснила за јединство опозиције, тврдећи да нема мјеста за екстремисте нити једне боје. Предсједник СНП-а Срђан Милић је потом упутио упитним цјелокупној опозицији и почео дискусију о самим квотама. Односи између СНП и остатка опозиције су значајно охладнели послије оптужби да власт промовише СНП ЦГ као лидера опозиције у Црној Гори. Сходно одбијању Либерала опције јединствене листе и препоруке да више различитих опција јача опозицију у Црној Гори, Предсједник Социјалистичке народне партије Црне Горе Срђан Милић је најавио да ће партија највјероватније самостално на изборима, након чега је услиједила молба од предсједника НСД Андрије Мандића да се опција уједињене опозиције још мало размотри, као и захтјев предсједника ПЗП Небојше Медојевића да се Милић објасни зашто разбија јединство опозиције. С. Милић је потом одложио сједницу Главног Одбора на којој ће бити донијета коначна одлука, желећи да се остави још мало мјеста за преговоре, но самосталан наступ је извјестан.
Дио СЛ који се није сјединио у НСД, Српски национални клуб, који је уживао подршку радикала и био политички орган невладине организације по имену Српско народно вијеће Црне Горе, најавивши повлачење из политике, потврдио је да неће бити истицања српске националне листе на изборима и подржао стварање јединствене листе опозиције у Црној Гори. Но ипак, једна групација ових српских политичких дисидената под вођством предсједника подгоричког општинског одбора некадашње СНС је најавила оснивање Странке српских народњака. ССН ће формирати за изборе Српску националну листу заједно са Странком српских радикала, као учествује у преговорима о опозиционој листи са СНП-ом, али коју искључују као могуће коалиционе партнере и НСД и ПЗП - први јер не желе сарадњу са дисидентима, а други јер не желе сарадњу са екстремним националистима. Радикали су формално потврдили такву предизборну коалицију, чији ће члан бити и НВО СНВ ЦГ поред још неколико српских невладиних организација, као и истакнути Срби у Црној Гори који су ванстраначке личности, али је и наглашено да јединствена листа опозиције није искључена. Лидер СНЛ ће бити бивши српски партијски функционер Добрило Дедеић.
Од мањих партија, Народна странка је водила поред опозиције и преговоре са властима, али послије започињања процеса да се одузме црногорско држављанство њеног Предсједника, преговори су ограничени на СНП, чије је све принципе НС прихватила. Сличан предлог је упућен и Бошњачкој странци, која захтијева од опозиције оно што јој владајућа коалиција није била спремна понудити. Демократска српска странка је изразила жељу изричито да се прикључи листи опозиције, док је Демократска странка јединства послије раскола цијепањем из СНП-а прије пет година, по први пут ушла у отворени дијалог са странке из које је произишла. Њен предсједник Зоран Жижић се изјаснио за јединствену опозициону листу која би укључивала двије трећине опозиције и рекао да је странка прихватила принципе СНП-a за предизборну коалицију. Након што је НС изразила шок СНП-овог одбијања широке коалиције опозиције, ДСС је позвала на једну мању коалицију, коалицију политичких опција које су се залагале за заједничку државу са Србијом.
Демократска странка јединства је учествовала у свим преговорима са СНП ЦГ и осталим опозиционим факторима о јединственој опозиционој изборној листи, први пут послије раскола од те партије 2005. године, и сходно нереализацији коалиције, нашла се изван свих већих доцнијих предизборних преговора и одлучила да не учествује на изборима, што можда наглашава и крај политичке каријере ДСЈ.
Недавно створени Демократски центар Црне Горе ће највјероватније ићи у коалицију са Либералном партијом Црне Горе. Као мања партија која се спомиње као могући кандидат за ову листу је Грађанска партија Црне Горе, која је условила коалицију са јасним признавањем једино црногорске националне самобитности, црногорског језика и Црногорске православне цркве у Црној Гори. Наговјештаји о оваквој предизборној коалицији су порасли након што је ЛП одбила и сарадњу са властима и стварање јединствене опозиционе листе, што сматра контрапродуктивно по саму опозицију, као и да је исувише касно за такве шире подухвате и формалног одржавања оснивачке скупштине ДЦ-а.
Политичке странке албанске националне мањине у Црној Гори ће такође имати своје представнике у црногорској скупштини, али питање остаје отворено на који начин ће доћи до њих — траже загарантована мјеста у парламенту (Демократски савез у Црној Гори, Партија демократског просперитета, Албанска алтернатива, Нова демократска снага - ФОРЦА). Мехмет Бардхи (ДС ЦГ) је истакао да у коалиције може бити мјеста и за ДУА-у, и поред досадашњих неслагања и да таква коалиција може освојити четири мандата. Предсједник АА Васел Сиништај је потврдио да ће се свих пет партија наћи у једној коалицији и нагласио могућност уједињења у једну политичку странку у будућности, као и да очекује да ће сложна листа Албанаца освојити можда чак и пет мјеста у парламенту.
Бошњачко - демократска партија Црне Горе је предложила уједињење свих бошњачких националних странака у једну листу, како би се лакше борили за интересе бошњачког народа у Црној Гори.
Новоформирана Странка пензионера и инвалида из сличних претходних политичких странака ће учествовати на изборима самостално са слоганом "истина и правда". Предсједник ПЗП Небојша Медојевић је позвао СПИ да се прикључи преговорима о јединственој листи опозиције, обећавајући увођење минималне социјалне пензије, увођење једне старосне пензије без обзира на године раног стажа, потом субвенције за електричну енергију, као и бесплатне основне медицинске услуге.
НВО Матица муслиманска, која се бави неговањем културе и традиције муслиманскога народа у Црној Гори, нуди подршку листи која пристане да на својој изборној листи окачи број представника црногорских Муслимана сразмеран њиховом удјелу у становништву државе, а наиме, да се предлог кандидата остави у рукама ММ. ММ тврди да располаже бирачким тијелом у износу до 20.000 потенцијалних бирача.

## Финансирање
1.360.000 евра ће бити уложено из државних фондова за предстојеће изборе. Десет одсто према Закону о финансирању политичких партија ће се равноправно подијелити свим изборним листама. Према томе, у случају да свих до сада десет најављених листа успије да се пријави за изборе, свака ће добити по 13.600 евра. Изборне листе могу да се финансирају додатно и из приватних средстава, који према истом закону не смију бити већи од 40% од додијељене суме од државе, што значи да би, у случају да овај износ буде додијељен, могли највише уложити још 5.440 евра, односно 19.040 евра свеукупно заједно са државним средствима.

## Анкете
На овим изборима је скоро потпуно извјесно да ће владајућа изборна листа освојити апсолутну већину гласова, из више разлога, међу којима су величина изборне коалиције и ДПСова политичка популарност и јачина над изборним процесом, незаступљеност других изборних опција и хаос и опште расуло унутар опозиције. Опште је очекивање да ови избори првенствено служе да би се утврдило стање унутар опозиције, односно колико је ојачао садашњи поновни лидер опозиције СНП у односу на остале партије, односно колико је ПЗП пропао, као и које је стање нове НСД, и колико су однијеле секундарне опције које су се одвојиле од ове двије опозиционе политичке странке.
Прву анкету спровела је невладина организација Стратеџик Маркетинг, од 12. до 19. фебруара 2009.
- ДПС ЦГ - 48%
- НСД - 14%
- СНП ЦГ - 13%
- ПЗП - 13%
- ЛП ЦГ - 3%
- СДП ЦГ - 2%
- остали - 7%

Црногорска агенција ЦЕДЕМ, која је често под оптужбама из редова опозиције да је прорежимска и да „фризира“ резултате пред изборе, како је и сада учинила објавивши их 10 дана пред саме изборе, обавила је анкету од 9. до 15. марта 2009. године, узевши узорак у износу од 1.207 испитаника у 19 различитих општина са потенцијалном статистичком грешком у износу од 2,81%. Преда ЦЕДЕМовим анализама, излазност ће остати висока и износиће око 72,1%, побједа владајуће коалиције није упитна, лидер опозиције ће бити СНП, а за њим ће бити НОВА и посљедња ће у парламент ући ПЗП. Велика излазност доводи у питање пролазност у парламент свих осталих партија, и може донијети више гласова НОВој, која је посебно популарна код жена и младих, а донекле и ПзП-у, од онога колико је процијењено анкетом:
- Европска Црна Гора ДПС, СДП, БС, ХГИ - 51,2%
- Социјалистичка народна партија - 16.8%
- Нова српска демократија - 12%
- Покрет за промјене-Можемо - 6.3%
- Странка пензионера и инвалида - 3.5%
- За другачију Црну Гору - ДЦ и ЛПЦГ - 2.9%
- Бошњаци и Муслимани заједно - 1.9%
- Српска национална листа - 1.6%
- Народњачка коалиција - НС ДСС - 1%
- Албанска листа ДСЦГ и АА - 0.7%
- Отаџбинска српска странка - 0.6%
- Албанска Коалиција -перспектива - 0.6%
- Црногорски комунисти - 0.3%
- ФОРЦА - Назиф Цунгу - 0.3%
- ДУА-Ферхат Диноша - 0.2%
- ПДП - 0.2%

Поред сигурне присутности Ђукановићеве коалиције, СНП, НСД и ПЗП, остаје упитност пролазности цензуса од стране либерално-грађанске коалиције, према анкети, њима је једина шанса ако преузму још бирачког тијела од Покрета за промјене и ангажују се у мањинама чиме би осигурали мјесто у парламенту. Странка пензионера и инвалида вјероватно улази у парламент, што је највеће изненађење ових избора. Због мањинског изборног процеса, анкете вјероватно нису тачне када су у питању албанске листе и не може се открити њихова пролазност. Ниједна друга изборна листа вјероватно неће ући у парламент, с тим што би једино теоретски Бошњаци-Муслимани, СНЛ и НС-ДСС могли подићи своју популарност до цензуса жестоком и активнијом кампањом.

## Посматрачи
Предсједник Скупштине Црне Горе Ранко Кривокапић (СДП ЦГ) је 30. јануара 2009. године позвао предсједника Европског парламента Ханса Герт Потеринга, предсједника парламентарне скупштине ОЕБС-а Жоа Соареса, предсједника Парламентарне скупштине Савјета Европе Луиса Марија де Пуиђа, генералног секретара Савјета Европе Терија Дејвиса и амбасадора Јанеза Леранчића (директор ОДИХР-а). Опозиција је подржала позив да посматрачи буду Организација за европску безбједност и сарадњу и Канцеларија за демократију и људска права. Шеф посматрачке мисије ОЕБС-а на црногорским парламентарним изборима 2009. је Артис Пабрикс. Изборе ће надгледати укупно 1.210 посматрача. Од тога, највећи удио ће имати ЦДТ Црне Горе, са 580 посматрача. Послије њега је друга невладина организација, ЦЕМИ, са 401 посматрачем. Страних посматрача ће укупно бити 227, од којих највише из ОЕБС-а, односно 126.
НВО Центар за демократску транзицију је упозорио на грубо уставно кршење изборног система од стране владајуће већине, проузроковано недефинисаношћу многобројних питања прије расписивања избора - није познат број посланика који ће имати нови сазив Скупштине Црне Горе, нити како ће бити остварено представништво мањинских народа у Црној Гори, ни само име службеног тијела који ће организовати и спровести изборе, па чак ни ко конкретно у Црној Гори посједује бирачко право - што је морало бити утврђено прије расписивања избора. ЦДТ апелује на црногорске власти да што прије разјасне ова спорна питања у интересу исправљања законодавне грешке и очувања и даљег развитка демократије и поретка у Црној Гори. ЦДТ је добио захтјев од изборне комисије да именује 50 чланова који би сачињавали посматрачку комисију ЦДТ-а на овим изборима.
Предсједник СНП Срђан Милић је информисао у разговору господина А. Пабрикса о учесталим и бројним злоупотребама од стране власти приликом формирања бирачких одбора у изборним мјестима. Као примјер по саму СНП ЦГ наводи одбијање њеног кандидата за представника СНП ЦГ и члана сталног састава бирачких одбора у Општини Колашин. СНП је поводом овога поднио тужбу Управном суду Црне Горе. Као најгори примјер такође наводи и Општину Рожаје, гдје су искључиво представници Ђукановићеве коалиције стални чланови бирачких одбора. С. Милић тврди да је недопустиво да на бирачким одборима изборе прате и надгледају само чланови једне од шеснаест изборних листа као стални чланови, и поготово да искључиво њихови чланови обављају процес гласања ван бирачког мјеста.
За ове парламентарне изборе, изборна комисија Црне Горе није одобрила финансирање чланова бирачких одбора у проширеном саставу, већ да ће их морати финансирати сами предлагачи њихових кандидата. Ово је довело до тога да ће опозиција у највише случајевима остати и без чланова проширених састава бирачких одбора. Збор ових и других сличних проблема, опозициони лидер С. Милић је довео у упитност легитимност ових избора.

## Предизборна тишина
Предизборна тишина је почела у поноћ, 28. марта. Једини који су прекршили предизборну ћутну је ТВ ИН, која је од 1:10 до 1:35 емитовала репризу интервјуа са црногорским премијером и лидером владајуће коалиције Милом Ђукановићем, прекршивши предизборну ћутњу у корист власти. За овај инцидент, ИН телевизија се искрено извиниле и изразила увјерење да њен прекршај предизборне ћутње није драстичан.

## Гласање и излазност

### Ток гласања
Лидери свих изборних листа су сви изашли на изборе. Први је гласао лидер Народњачке коалиције Предраг Поповић у 10:00.
Биће онако како просуди глас народа. Очекивања су врло оптимистична. Немамо дилему око тога да ли ће се НК добро пласирати... народ каже да је киша берићет... нека буде на берићет народа.
У 11:00 гласао је лидер Нове српске демократије Андрија Мандић у подгоричкој основној школи „Бранко Божовић“.
Очекујем бољи резултат за НСД. Нова српска демократија је најмлађа политичка странка у Црној Гори и тако да је тешко можемо упоредити са неким претходним изборним резултатом, јер је ово нова странка и политика и од петнаест људи је нових девет.
А. Мандић је додао да је Црној гори потребна нова влада, и то без Демократске партије социјалиста. Трећи је гласао лидер либерално-демократске коалиције Горан Батрићевић, у подгоричкој основној школи „Милорад Миса Бузан“ и додао да не очекује никакве спектакуларне промјене и да треба очекивати нове изборе због економске кризе.
Мислим да ће ово бити најкраћи мандат једне владе у Црној Гори.
Лидер Социјалистичке народне партије Срђан Милић је гласао у 12:00.
Оно што смо радили у току кампање, чини ме поносним. Нити једног човјека у Црној Гори нијесмо увриједили, а са друге стране, били смо потпуно усмјерени ка ономе што ће доћи послије 29. марта.
Изузетак је случај када је лидер Покрета за промјене Небојша Медојевић на бирачком мјесту од стране ДПС-овог члана оближњег општинског бирачког одбора Милана Јововића након изјаве за новинаре, у подгоричкој основној школи „Максим Горки“. ПЗП је уложио протест општинској изборној комисији, након чега је комисија лажно објавила да је ПзП жалбу повукао, што је пренијела и црногорска државна телевизија, проузрокујући општи протест покрета на конференцији за новинаре.
То би онда отворило простор за ПЗП, заједно са осталим опозиционим партијама, да већ у понедјељак почне договоре о новој, односно првој демократској власти у Црној Гори.
У око 13:00 је гласао лидер проевропске коалиције Мило Ђукановић и изјавио да очекује најубједљивију до сада изборну побједу његове политичке странке.
ЦЕМИ је навео укупно три веће неправилности током гласања:
- наведени напад на Н. Медојевића, „повреда бирачког права“
- на бирачком мјесту у Тузима је прекршена процедура гласања, некоришћењем оптичке провјере заштитног спреја
- на бирачком мјесту у Улцињу су кориштени мобилни телефони, што није допуштено

### Излазност
ЦДТ је објавио да је до затварања бирачких мјеста у 21:00 гласало око 324.840, односно 65,2% од укупног бирачког тијела.

## Резултати
Политички директор ДПС Предраг Секулић је убрзо по објављивању прелиминарних избора објавио побједу коалиције под вођством Мила Ђукановића, у чијем је изборном штабу, у згради владе, почело славље. Као најављивано, власти су добиле врло убједљиву побједу послије много избора.
Резултати избора према ЦЕМИ-ју:
- ДПС-СДП-БС-ХГИ: 50,5%
- СНП: 17,3%
- НСД: 9,3%
- ПЗП: 5,9%
- НС-ДСС: 3,1%
- ЛП-ДЦ: 2,5%
- СПИ: 2%
- СНЛ: 1,3%
- Б&М: 1,1%
- АЛ: 1%
- ФОРЦА: 0,8%
- ОСС: 0,7%
- остали: 4,4%

Процјена расподјеле мандата према ЦДТ-у:
- ЕЦГ: 46
- СНП: 16
- НСД: 8
- ПЗП: 5
- НК: 2
- ДУА: 1
- ФОРЦА: 1
- АЛ: 1
- АК: 1

Коначне резултате избора објавила је Изборна комисија 10. априла 2009. године:
| Р. бр. | Изборна листа | Изборна листа | Гласови | %     | Мандати | +/- |
| ------ | ------------- | --- | ------- | ----- | ------- | --- |
| 1.     | -             | Европска Црна Гора – Мило Ђукановић | 168.290 | 51,02 | 48      | +5  |
| 2.     | -             | СНП – Социјалистичка народна партија Црне Горе – Срђан Милић | 54.547  | 16,54 | 16      | +8  |
| 3.     | -             | Нова српска демократија – Андрија Мандић | 29.883  | 9,06  | 8       | +2  |
| 4.     | -             | Покрет за промјене – Можемо – Небојша Медојевић | 19.546  | 5,93  | 5       | -6  |
| 5.     | -             | Народњачка коалиција – Народна странка и Демократска српска странка | 9.448   | 2,86  | 0       | -3  |
| 6.     | -             | Коалиција Либералне партије и Демократског центра – „За другачију Црну Гору“ – др Горан Батрићевић                                                                             | 8.759   | 2,66  | 0       | -1  |
| 7.     | -             | Странка пензионера и инвалида Црне Горе | 7,691   | 2,33  | 0       | —   |
| 8.     | -             | UDSH – ДУА Ферхат Диноша | 4.747   | 1,44  | 1       | —   |
| 9.     | -             | Српска национална листа | 4.291   | 1,30  | 0       | -2  |
| 10.    | -             | „Бошњаци и Муслимани заједно, једно“ | 3.489   | 1,06  | 0       | —   |
| 11.    | -             | ФОРЦА – Назиф Цунгу FORCA – Nazif Cungu | 2.939   | 0,89  | 1       | +1  |
| 12.    | -             | Албанска листа – Lista Shqiptare: Демократски савез у Црној Гори – Lidhja Demokratike në Mal të Zi – Мехмет Бардхи & Албанска алтернатива – Alternativa Shqiptare – Ђерђ Чамај | 2.898   | 0,88  | 1       | -1  |
| 13.    | -             | „Албанска коалиција – Перспектива“ "Koalicioni Shqiptar – Perspektiva" | 2.619   | 0,79  | 1       | +1  |
| 14.    | -             | Отаџбинска српска странка – Доцент др Александар Стаматовић – „За истинске Србе“                                                                                               | 2.446   | 0,74  | 0       | —   |
| 15.    | -             | Црногорски комунисти | 1.594   | 0,48  | 0       | —   |
| 16.    | -             | Партија демократског просперитета Partia e Prosperitetit Demokratik | 805     | 0,24  | 0       | —   |

## Контроверзе
Постоје бројна питања, поред врло високе генералне присутности корупције у Црној Гори, који забрињавају међународне посматрачке групе и које представљају централне критике од стране опозиције у Црној Гори, а наиме доводе у питање само постојање слободних избора у Црној Гори, посебно истичући ауторитарну власт Мила Ђукановића и његов чврст утицај на не само политички живот у Црној Гори. Према посљедњем извјештају за 2008. годину, Црна Гора је једна од најкорумпиранијих држава у свијету и са највише угроженим националним интегритетом.
НВО Академска алтернатива је пружила безрезервну подршку свакој националној заједници у Црној Гори у остваривању свог уставно загарантованог права на пропорционалну заступљеност. АА позива Националне савјете свих мањинских народа у Црној Гори, који заједно чине већину становништва државе, да се састану и донесу одговарајуће резолуције које би од црногорских власти захтијевале испуњење својих грађанских и мањинских права као и да се потом сви национални савјети састану на једној заједничкој сједници и донесу заједничку резолуцију заштите свих мањина у Црној Гори. Такође је истакнута потреба и да је неопходно да такав покрет подржи и опозиција, те да је потпис што опозиционих партија на такву заједничку резолуцију више него потребан. АА такође подсјећа на најновији извјештај Заштитника грађана (Омбудсмана) Црне Горе Шефка Црновшанина, према којем је ДПС-СДП власт до сада грубо кршила уставом загарантовано право ради испуњења једнакости свих грађана грађанске државе националних мањина и мањинских заједница у Црној Гори, запошљавањем по шест пута мање Срба и Бошњака, по три пута мање Албанаца и Хрвата и два пута мање Муслимана него што је наведеним народима загарантовано као минимум.
НВО Српско народно вијеће Црне Горе је упозорило на све гори и гори положај Срба у Црној Гори, који се посебно погоршао од раскида државне заједнице са Србијом, и како се ниједна од загарантованих права не примјењује над Србима, који су делимично и под притиском асимилације. Званични орган бошњачке националне заједнице у Црној Гори Бошњачки национални савјет Црне Горе упозорава да демагошка власт у Црној Гори користи замјену тезе и политичку алтернативу како би заплашила мањине у Црној Гори, док опозиција редовно насједа на овај трик и не подузима никакве конкретније покрете да привуче мањинско бирачко тијело, док Муслимански национални савјет Црне Горе упозорава на асимилацију муслиманског народа и потпуни недостатак Муслимана, једног од признатих народа Црне Горе, у изборној трци. Службено политичко тијело које бори за права српског народа у Црној Гори, под називом Српски национални савјет Црне Горе, позвао је све опозиционе групације да бојкотују изборе, сматрајући их нелегалним. Изражена је нада да се Уставни суд Црне Горе огласи поводом правне неутемељености ових избора, али сумња да ће одлука бити позитивна, јер Милова власт држи велики утицај над судством у Црној Гори. Сви национални савјети, заједница које заједно чине већину становништва у држави, су се потом окупили заједно и на заједничкој сједници осудили досадашњи изборни процес и прогласили предстојеће изборе нелегалним. Заједничку декларацију су потписали:
- Предсједник Српског националног савјета Момчило Вуксановић
- Предсједник Бошњачког националног савјета Шербо Растодер
- Предсједник Албанског националног савјета Тахир Тахири
- Предсједник Муслиманског националног савјета Сабрија Вулић
- Предсједник Ромског националног савјета Исен Гаши

Већ поодавно је владајућа коалиција премијера Мила Ђукановића под критиком за запошљавање људи у органе државне власти без икаквог конкурса, и како је основни критеријум приликом запошљавања чланство у партијама унутар владајуће већине. Опозиција је редовно износила оптужбе против власти поводом овог питања, али све до сада нису постојали конкретни чврсти докази, осим масовне појаве сумњивих примјера. У питању је коалициони споразум између Демократске партије социјалиста Црне Горе и Хрватске грађанске иницијативе, којом се гарантује запослење партијском чланству послије обнове власти. Познати НВО Центар за мониторинг (ЦЕМИ) који се бави људским правима у Црној Гори тврди да је ово кршење људских права. Златко Вујовић:
Овај споразум је доказ кршења људских права. Фаворизовањем приликом запошљавања крши се основно право на рад. Неко ће бити запослен не зато што је способан, већ зато што има партијску књижицу.
Владајућа већина је довела у велику недоумицу изборни процес у Црној Гори пуким расписивањем парламентарних избора, без претходних рјешења и доношења одговарајућих правних прописа, с жестоким противљењем дијелова опозиције, поготово Либералне партије која је најављивала чак и бојкот избора, уз свеопшту оптужбу да је ово још један примјер недемократског властодржја актуелног предсједника владе Мила Ђукановића, контроверзе личности која се сматра за дуговјечног неприкосновеног владара државе. На сљедећа питања је већ упозорио ЦДТ:

### Посланици
Члан 3, став 2 Устава Црне Горе:
| „ | Скупштина има 81 посланика. | ” |

Члан 3, став 3 Закона о избору одборника и посланика:
| „ | .. у скупштину Републике бира се један посланик на 6.000 бирача. | ” |

Скупштина Црне Горе није донијела одлуку о броју посланика у свом сљедећем сазиву, нити ускладила споменути закон са уставом - Став 4 истог члана прописује да:
| „ | .. број посланика утврђује Скупштина Републике посебном одлуком најкасније до дана расписивања избора. | ” |

### Бирачко право
Остаје отворено питање колико од близу 495.000 становника Црне Горе са правом гласа сачињава бирачки списак. Члан 45, став 1. устава прописује да:
| „ | право да бира и да буде биран има држављанин Црне Горе који је навршио 18 година живота и има најмање двије године пребивалишта у Црној Гори. | ” |

Док у ЗИОП-у пише, члан 11, став 1, да:
| „ | право да бира и да буде биран за посланика има грађанин Црне Горе који је навршио 18 година живота, који је пословно способан и који има пребивалиште на територији Републике најмање 24 мјесеца прије дана одржавања избора. | ” |

И још, члан 1, став 1 Закона о бирачким списковима дефинише:
| „ | бирачки списак је јавна исправа у којој се води евиденција држављана Црне Горе који имају бирачко право и служи само за изборе. | ” |

### Орган изборне администрације
Име службеног органа који је задужен за администрацију избора уопште није утврђено.
- Закон о избору одборника и посланика: Републичка изборна комисија
- Одлука о расписивању избора за посланике Скупштине Црне Горе: Републичка изборна комисија
- Закон о бирачким списковима: Државна изборна комисија
- Сам орган себе зове Државна изборна комисија (док се у врху види ранији назив, РИК)

### Националне мањине
Питање заступљености мањина у парламенту није ријешено, осим за Албанце; Црна Гора је држава у којој ниједан народ нема јасну већину (43% Црногорци, 32% Срби, 8% Бошњаци, 5% Албанци, 4% Муслимани, 1% Хрвати и 7% остали). Преамбула Устава Црне Горе набраја признате народе који живе у Црној Гори:
| „ | .. Црногорци, Срби, Бошњаци, Албанци, Муслимани, Хрвати и други.. | ” |

.. дефинишући их као:
| „ | .. слободни и равноправни грађани, припадници народа и националних мањина који живе у Црној Гори. | ” |

Сходно томе, Црна Гора је грађанска држава која јемчи потпуну једнакост свим народносним заједницама који живе у држави. Припадницима свих грађана који се не изјашњавају као национални Црногорци јемчи се пропорционална заступљеност према попису становништва из 2003. године, према члану 79, став 9 устава, гарантује припадницима мањинских народа и других мањинских националних заједница право:
| „ | .. на аутентичну заступљеност у Скупштини Црне Горе и скупштинама јединица локалне самоуправе у којима чине значајан дио становништва, сходно принципу афирмативне акције. | ” |

Међутим, према члану 12, став 3 и члану 39, став 4, предвиђа се аутентична заступљеност по цитираном принципу само за припаднике једног јединог народа - албанског, како су и прошли избори (прије доношења новог устава) спроведени, '06. године.

### Медијско представљање
Савјет Радио-Телевизије Црне Горе је донио одлуку да неће бити рекламирања политичких странка која дугују новчана националном сервису од претходних избора, а у питању је наиме, цјелокупна опозиција, док то није случај са партијама владајуће коалиције Мила Ђукановића. Овим се доводи озбиљно у питање могућност информисања потенцијалних бирача о било којој опцији која није изборна листа власти, посебно имајући на уму да власт располаже над самим државним медијима, као и огромним финансијским средствима, које је и искористила да исплати свој дуг.
ЦДТ инсистира на напуштању политизације финансијског питања између државних медија и опозиције. Такође указује да су власти прекршиле још један закон у предизборном процесу, а наиме став 1 члана 99 Закона о радио-дифузији, који налаже да се у року од 15 дана након расписивања парламентарних избора објави начин представљања кандидата:
| „ | .. јавни радио-дифузни сервиси дужни да, 15 дана након расписивања избора за Скупштину Црне Горе или скупштине јединица локалне самоуправе, у дневној штампи и на други начин доступан јавности, објаве начин, објаве начин и услове представљања политичких странака, кандидата и њихових програма. | ” |

Како је рок истекао ЦДТ изражава забринутост поводом овог догађаја и захтијева да се што прије објави начин медијског представљања.